# Тексас (окръг, Оклахома)
Вижте пояснителната страница за други значения на Тексас.
Окръг Тексас (на английски: Texas County) е окръг в щата Оклахома, Съединени американски щати. Площта му е 5306 km², а населението – 20 107 души (2000). Административен център е град Гимон.